# Bund der Theatergemeinden
Der Bund der Theatergemeinden e. V. ist ein Dachverband bzw. „der Zusammenschluss von 12 Theatergemeinden in Deutschland“. Seit 2019 ist die TheaterGemeinde Berlin die geschäftsbesorgende Theatergemeinde des Bundes.

## Geschichte
Der Verein wurde 1951 in Frankfurt gegründet und ist u. a. ein Nachfolger von Vorgänger-Organisationen wie dem Bühnenvolksbund, die bis in die Zeit um 1900 zurückreichen. Die erste Bundesgeschäftsstelle war in Augsburg, später wechselte sie nach Bonn und dann nach Köln. Heute übernehmen vor allem die großen Theatergemeinden im Wechsel die Geschäftsbesorgung, seit 2019 die TheaterGemeinde Berlin.

## Vereinsziele
Der Bund versteht sich als Bindeglied zwischen den einzelnen Theatergemeinden und unterstützt seine Mitglieder u. a. durch Fortbildungen. Der Bund und die Theatergemeinden haben das Ziel, die kulturelle Vielfalt in Deutschland zu fördern und das Theater für alle Sozial-, Bildungs- und Altersgruppen zugänglich zu machen. Vorsitzender des Vorstands ist Erich Ergang.

### Theatergespräche
Seit 1952 veranstaltet der Bund mit jeweils einer der Theatergemeinden eine Tagung unter dem Titel Theatergespräche, bei der kulturpolitische und künstlerische Fragen im Mittelpunkt stehen. Über jedes der Theatergespräche wurde eine ausführliche Dokumentation herausgegeben.

### Dramatikerpreis
Von 1986 bis 1998 schrieb der Verein mit dem erklärten Ziel, „moderne Dramatik zu fördern und auszuzeichnen“ einen Dramatikerpreis aus, der mit 25 000 DM dotiert war und mit einer Aufführungsgarantie für das prämierte Stück verbunden war. Die Preisträger und ihre Stücke waren:
- 1986: Dietrich Feldhausen: Kartoffelschalen (UA Schiller-Theater Werkstatt, Berlin)
- 1990: Ria Endres: Acht Weltmeister (UA Staatstheater Darmstadt)
- 1992: Ingrid Hentschel u. Wolfram Hänel: Ca Ira! – Es war einmal eine Revolution (UA Theaterwerkstatt Hannover, 1990)[6]
- 1993: Torsten Enders: Kowatz (UA unbekannt) sowie Tilman Hanckel: IV B 4: Das Experiment (UA unbekannt)
- 1997: Kaca Celan: Heimatbuch (UA Schauspiel Bonn)
- 1998: Hans-Peter Krüger: Die Aufschreiberin (UA Staatstheater Karlsruhe)

## Mitglieder
Folgende Theatergemeinden sind Mitglieder:
| - Berlin (TheaterGemeinde Berlin e.V.) - Bonn (Theatergemeinde und Junge Theatergemeinde Bonn) - Darmstadt (Theatergemeinde Darmstadt e.V.) - Dinkelsbühl (Theatergemeinde Dinkelsbühl e.V.) - Düsseldorf (Theatergemeinde Düsseldorf e.V.) - Essen (Theatergemeinde metropole ruhr) - Gelsenkirchen (Kulturring im BDKJ Gelsenkirchen) - Hamburg (TheaterGemeinde Hamburg e.V.) | - Karlsruhe (Kunst- und Theatergemeinde Karlsruhe e.V.) - Köln (Theatergemeinde und Junge Theatergemeinde Köln) - Ludwigshafen (Theatergemeinde Ludwigshafen am Rhein e.V.) - Wiesbaden (Theatergemeinde Wiesbaden e.V.) |

Wie in den Klammern ausgeführt, sind für zwei Städte zugleich Junge Theatergemeinden gelistet, die Kinder- und Jugendliche an Theater und Kultur heranführen möchten. 